# 居爾伯河
46°55′32″N 7°28′13″E / 46.92567°N 7.47022°E

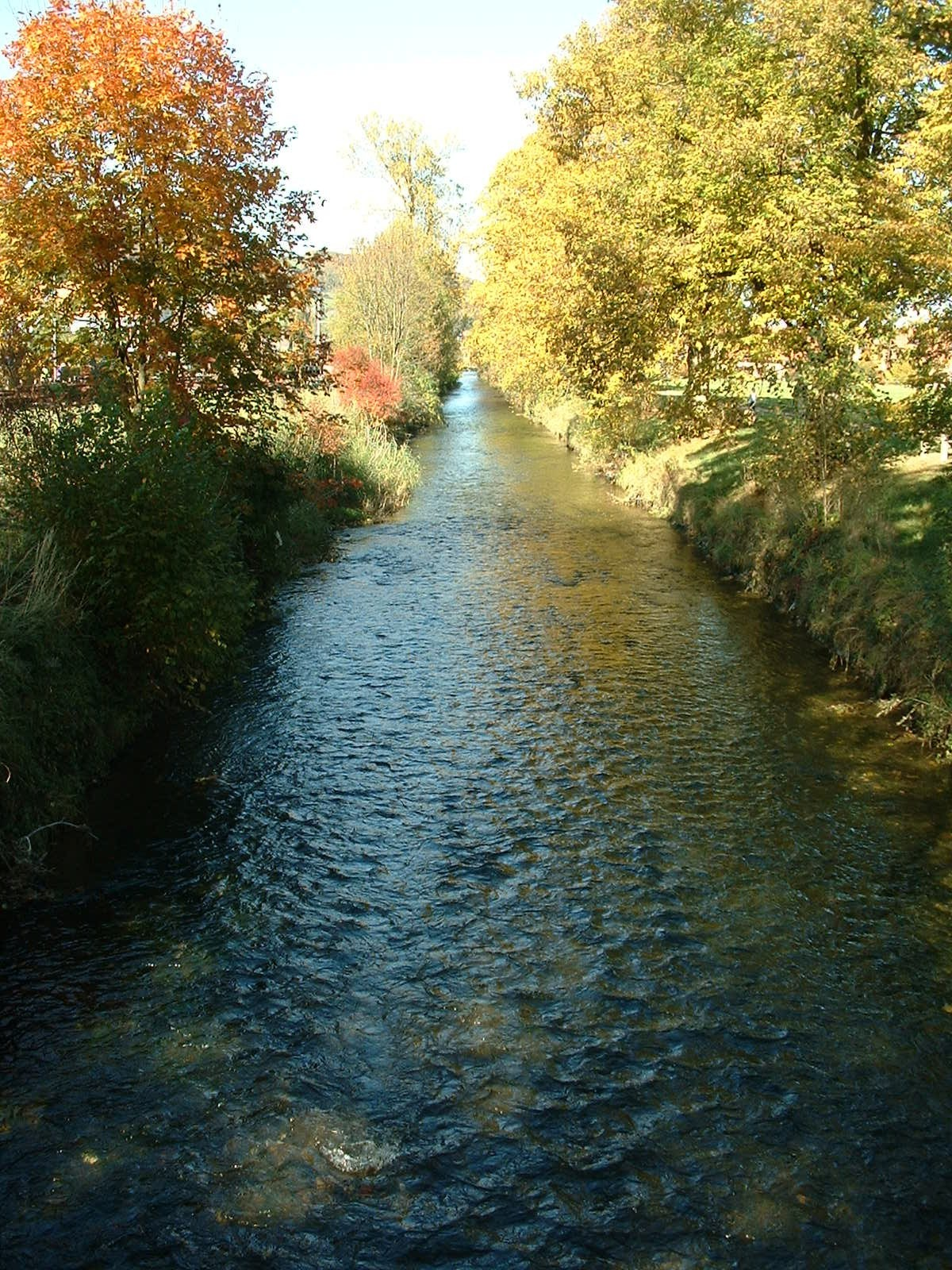

居爾伯河是瑞士的河流，位於該國中西部，流經伯恩州，屬於阿勒河的左支流，處於瑞士高原，河道全長28.7公里，流域面積143平方公里。